# Петролија (Онтарио)
Петролија (енгл. Petrolia) је градић у Канади у покрајини Онтарио. Према резултатима пописа 2011. у граду је живело 5.528 становника.

## Становништво
Према резултатима пописа становништва из 2011. у граду је живело 5.528 становника, што је за 5,9% више у односу на попис из 2006. када је регистровано 5.222 житеља.
| 2006. | 2011. |
| ----- | ----- |
| 5.222 | 5.528 |